# Haanwijk
Haanwijk is een landgoed  en een natuurgebied gelegen nabij Halder, dat op het grondgebied van de gemeente Sint-Michielsgestel in Noord-Brabant ligt. Het is eigendom van Het Brabants Landschap.

## Gebouwen

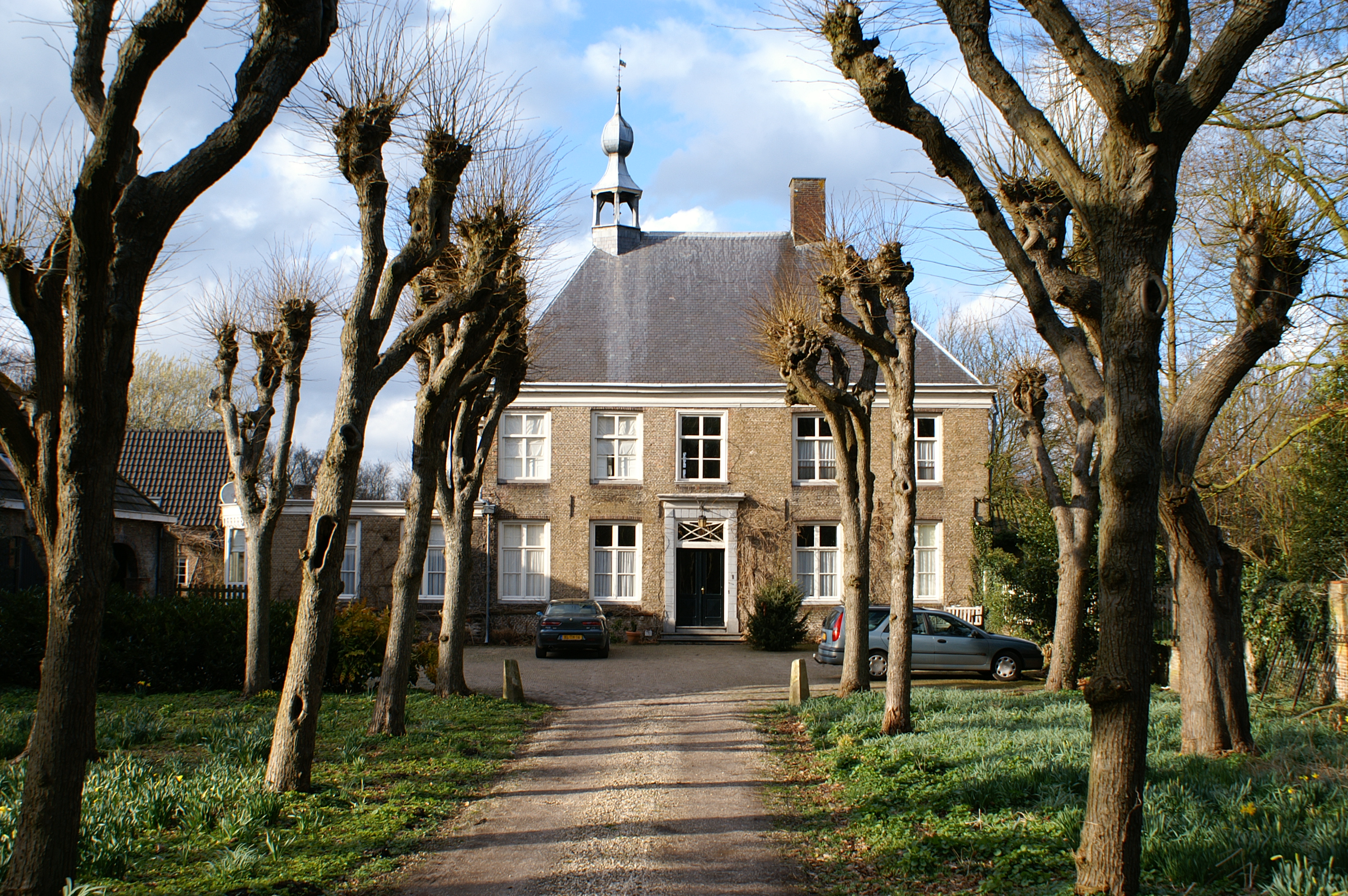
Landhuis Haanwijk (2010)

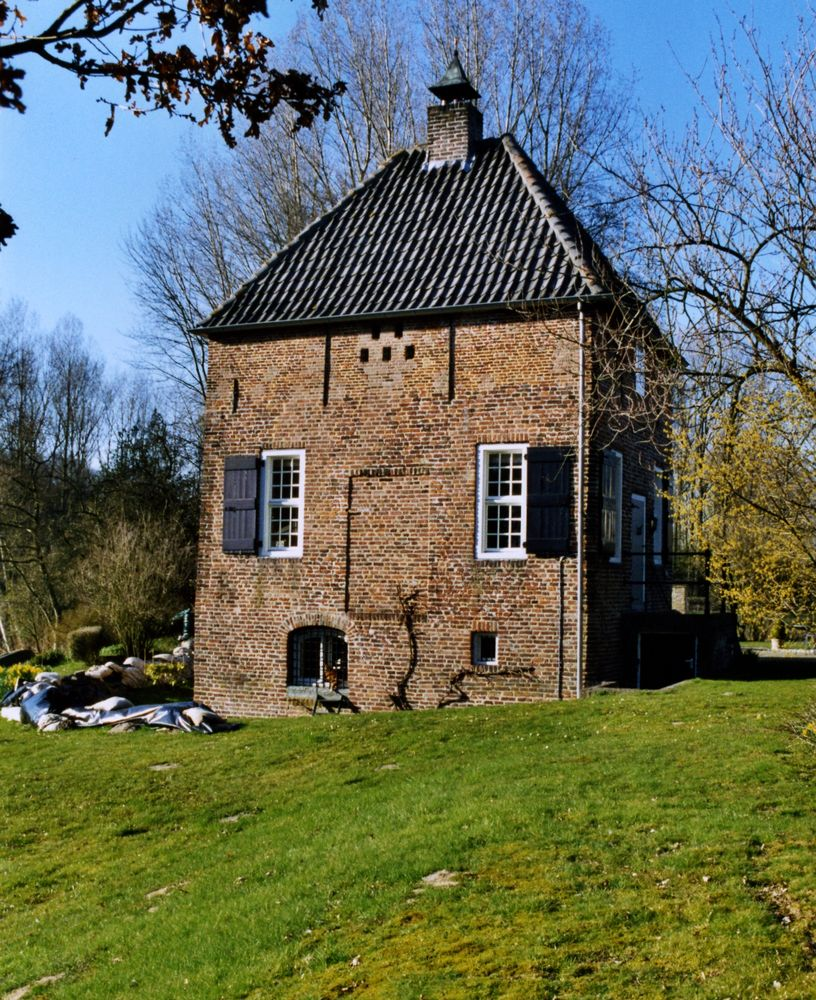
Tol- of veerhuis 't Vaantje te Haanwijk (2010)

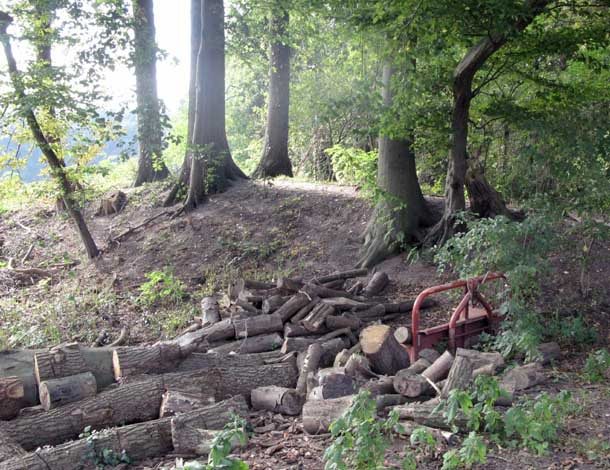
Dijk bij Haanwijk

Haanwijk is ongeveer 110 hectare groot en bevat onder meer een landhuis, een bakhuisje, een veerhuis en boerderijen. Diverse gebouwen staan op de Rijksmonumentenlijst.
Daarnaast kent Haanwijk parkbossen met eeuwenoude bomen, historische dijkjes en de kenmerken van een beekdallandschap. Het kasteeltje in Haanwijk stamt deels uit 1649, en deels uit de 18e eeuw. Karakteristiek is het oude torentje. Volgens een tekening van J. de Grave (1643-1712) bestond het gebouw uit twee haaks op elkaar staande vleugels. De huidige ingang dateert van 1834.
De bij het huis aansluitende boerderij stamt uit de 18e eeuw. Het nabijgelegen bakhuisje is mogelijk eveneens 18e-eeuws en werd in 1960 hersteld. Langs de Dommel staat een oud veerhuis, bekend als  't Vaantje.

## Natuurgebied
Haanwijk ligt nabij de samenvloeiing van de Dommel en de Essche Stroom. De Dommel werd niet lang na 1957 gekanaliseerd. Haanwijk maakt deel uit van een complex van natuurgebieden van 237 hectare, waartoe ook Sterrenbos, Pettelaar en Dooibroek behoren.
Het huidige Sterrenbos, 80 hectare, in het westen van het gebied, werd in het begin van de 20e eeuw voor de helft gerooid. In het overgebleven deel woont de das en groeit het lelietje-van-dalen. Lange ereprijs is te vinden langs de met platanen beplante laan die van het kasteel Haanwijk naar Halder voert. Pettelaar en Dooibroek kennen met gemengd bos begroeide donken en lagere zand- en veengronden. De veengronden worden gebruikt als grasland en kennen lange kavels. De bossen worden verbonden door lanen, en het cultuurland kent vele houtwallen.
Het gebied is vrij toegankelijk en er is een rondwandeling in uitgezet.

## Bewoners
Tijdens de Romeinse tijd was in de omgeving al sprake van bewoning. Bij Halder en Ruimel zijn resten gevonden van Romeinse villa's die op donken waren gelegen. In de middeleeuwen vonden ontginningen plaats en werden ook lage dijkjes aangelegd die voor overstromingen moesten vrijwaren.
Stichters van Haanwijk zouden leden zijn geweest van het geslacht Herlaar. In een document uit 1306 was sprake van Johan van Hanwic, en verondersteld wordt dat er toen ook al een kasteeltje zou zijn, maar bewijs hiervoor is nimmer gevonden.
Documenten uit 1570 en 1599 maken voor het eerst melding van een hoeve op Haanwijk. Later werd herhaaldelijk van een jachthuis gesproken, dat in verband met kasteel Oud-Herlaar moet hebben bestaan. In het midden van de 17e eeuw was het in het bezit van Maarten Christiaan des H.R. Rijksridder Sweerts de Landas (1629-1704), vanaf 1672 heer van Oirschot en Best. In een beschrijving stond te lezen dat Haanwijk een huizinge of oud kasteeltje niet ver van de stad 's-Hertogenbosch, liggende oostwaarts van Vught, even over de rivier de Dommel.
In de 18e eeuw was kolonel Onno Tamminga du Tour (1724-1779) met zijn vrouw Anna Maria Bouwens de eigenaar. Hij bezat ook het nabijgelegen Nieuw-Herlaar. Na zijn dood woonde er zijn dochter Cornelia (1760-1838) die trouwde met Charles de Senarclens de Grancy (1780-1838) waarna het landgoed overging naar de familie De Senarclens de Grancy die het tot in de 20e eeuw zou bezitten.
In 1629 liet Stedendwinger Frederik Hendrik de Circumvallatielinie om 's-Hertogenbosch leggen. Ter hoogte van 't Vaantje kruiste deze linie de Dommel. Het water werd afgedamd en omgeleid. Sporen van de linie zijn zichtbaar in de houtwal die min of meer dwars staat op de oprijlaan naar Haanwijk.